# Revolutionsdomstolen

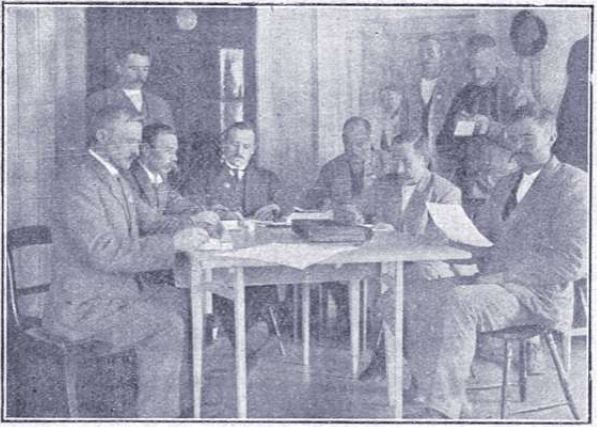
Revolutionsdomstolen i Yläne under inbördeskriget 1918

Revolutionsdomstolen (finska: Vallankumousoikeus) var under finska inbördeskriget 1918 de domstolar som Finska folkdelegationen inrättade motsvarande den tidigare häradsrätten och rådhusrätten. De etablerades i städer och kommuner som styrdes av de röda. 
Revolutionsdomstolens medlemmar var allmän åklagare, potentiella försvarsadvokater, ordförande och ledamöter av domstolen. Under inbördeskriget fungerade revolutionsdomstolarna i flera kommuner, särskilt revolutionsdomstolen i Helsingfors och revolutionsdomstolen i Tammerfors, som dömde medlemmar ur skyddskåren som överlevde Suinula-massakern till böter. Revolutionsdomstolarna kunde ålägga böter eller fängelse, de hade ingen rätt att dela ut dödsstraff. Den högre domstolen var den Revolutionära högsta domstolen i Helsingfors, till vilken domar i revolutionsdomstolarna kunde överklagas.